# 华兴镇 (南充市)
华兴镇，是中华人民共和国四川省南充市嘉陵区曾经下辖的一个镇。2019年10月，撤销华兴镇和双店乡，将其所属行政区域划归吉安镇管辖。

## 行政区划
华兴镇撤销前下辖以下地区：
庙坝村、水阁梁村、大嘴村、玉坪寨村、红岩子村、德胜沟村、石塘垭村、红金堂村、纸厂桥村、大磨垭村、五桐庙村、华兴村和石板滩村。